# Thibaudia parvifolia
Thibaudia parvifolia är en ljungväxtart som först beskrevs av George Bentham, och fick sitt nu gällande namn av Hørold. Thibaudia parvifolia ingår i släktet Thibaudia och familjen ljungväxter. Inga underarter finns listade i Catalogue of Life.